# Kminek dla dziewczynek
Kminek dla dziewczynek – pierwszy koncertowy album zespołu Maanam wydany w 1983 roku nakładem wytwórni Rogot na kasecie magnetofonowej.
W grudniu 2005 roku album został wydany na płycie CD.
W lipcu 2021 materiał został wydany po raz pierwszy na czerwonej podwójnej płycie winylowej (płyta 2) i kompaktowej wraz z nagraniami z albumu koncertowego Live z 1986.

## Lista utworów
strona 1
1. „Stoję, stoję – czuję się świetnie” – 4:29
2. „Och, ten Hollywood” – 3:14
3. „Jest już późno, piszę bzdury” – 4:52
4. „Parada słoni i róża” – 5:44

strona 2
1. „Oddech szczura” – 6:07
2. „Kminek dla dziewczynek cz.I” – 5:31
3. „Paranoja jest goła” – 5:25
4. „Kminek dla dziewczynek cz. II” – 1:10

## Skład
- Kora – śpiew
- Marek Jackowski – gitara
- Ryszard Olesiński – gitara
- Bogdan Kowalewski – gitara basowa
- Paweł Markowski – perkusja